# SYZYGYS
SYZYGYS（シジジーズ）は、オルガン担当の冷水ひとみとヴァイオリン担当の西田ひろみで構成される日本のオルガン&ヴァイオリンのデュオ。1985年に結成され、「マイクロトーナル・ポップ・ミュージック」を演奏してきている。具体的にはハリー・パーチの43微分音の形式で純正律を演奏するものである。西田はAbdo Dagirと共に、アラビア風のヴァイオリンを研究した。
『Syzygys：Complete Studio Recordings』（2003年）を含むアルバムを、ツァディクからリリースしている。リゲティ・ジェルジュが彼女たちの音楽に興味を持ち、スケッチの中で彼女たちのトラック「Fauna Grotesque」に言及している。

## ディスコグラフィ

### アルバム
- 『SYZYGYS』 - Syzygys (1987年、CAFE disc)
- 『43DPO』 - 43DPO (1990年、CAFE disc)
- 『SUMO』 - Sumo (1995年、CAFE disc)
- Syzygys：Complete Studio Recordings (2003年、TZADIK) ※『SYZYGYS』『43DPO』『SUMO』を1枚に収めたコンピレーション・アルバム
- Eyes on Green - Syzygys Live at Roppongi Inkstick 1988 (2003年、TZADIK) ※ライブ・アルバム
- 『OTONA』 - Otona (2013年、Syzygy Disc)